# Olympische Jugend-Sommerspiele 2018/Teilnehmer (Chile)
| Gelbes Symbol für Goldmedaillen mit stilisierten Olympischen Ringen | Graues Symbol für Silbermedaillen mit stilisierten Olympischen Ringen | Braundes Symbol für Bronzemedaillen mit stilisierten Olympischen Ringen |
| ------------------------------------------------------------------- | --------------------------------------------------------------------- | ----------------------------------------------------------------------- |
| —                                                                   | —                                                                     | —                                                                       |

Die Jugend-Olympiamannschaft aus Chile für die III. Olympischen Jugend-Sommerspiele vom 6. bis 18. Oktober 2018 in Buenos Aires (Argentinien) bestand aus 44 Athleten. Sie konnten keine Medaille gewinnen.

## Athleten nach Sportarten

### Badminton
Jungen
- Alonso Medel

### Beachvolleyball
Jungen
- Vicente Droguett
- Gaspar Lammel

### Bogenschießen
Mädchen
- Isabella Bassi

### Boxen
Jungen
- Andrews Salgado

### Futsal
Mädchen
- Tais Morgenstein
- Javiera Salvo
- Lissette Carrasco
- Lorna Campos
- Sonya Keefe
- Carla Pérez
- Muriel Jardúa
- Romina Parraguez
- Grace Mora
- Daniela Aguirre

### Gewichtheben
| Mädchen - Yerika Ríos | Jungen - Nicolás Cuevas |

### Inline-Speedskating
| Mädchen - Ashly Marin Torres | Jungen - Ignacio Mardones Vidal |

### Karate
Mädchen
- Catalina Valdés

### Kanu
| Mädchen - Isidora Arias - Emily Valenzuela | Jungen - Matías Reyes |

### Leichtathletik
| Mädchen - Anaís Hernández - Laura Acuña - Javiera Contreras - Rocío Muñoz | Jungen - Martín Sáenz |

### Radsport
| Mädchen - Rocío Pizarro | Jungen - Martín Vidaurre - Tomás Caulier - Mauricio Molina |

### Rudern
| Mädchen - Isidora Niemeyer - Christina Hostetter | Jungen - José Obando - Nicolás Tapia |

### Schießen
Mädchen
- Isidora Van De Perre

### Schwimmen
| Mädchen - Inés Marín - Trinidad Ardiles | Jungen - Martín Valdivieso - Benjamin Schnapp |

### Sportklettern
Mädchen
- Alejandra Contreras

### Tischtennis
Jungen
- Nicolas Burgos

### Triathlon
Jungen
- Cristóbal Baeza